# Paraflyarna (Frostvikens socken, Jämtland, 714678-145667)
Paraflyarna är en sjö i Strömsunds kommun i Jämtland och ingår i Ångermanälvens huvudavrinningsområde.